# Чеський куточок

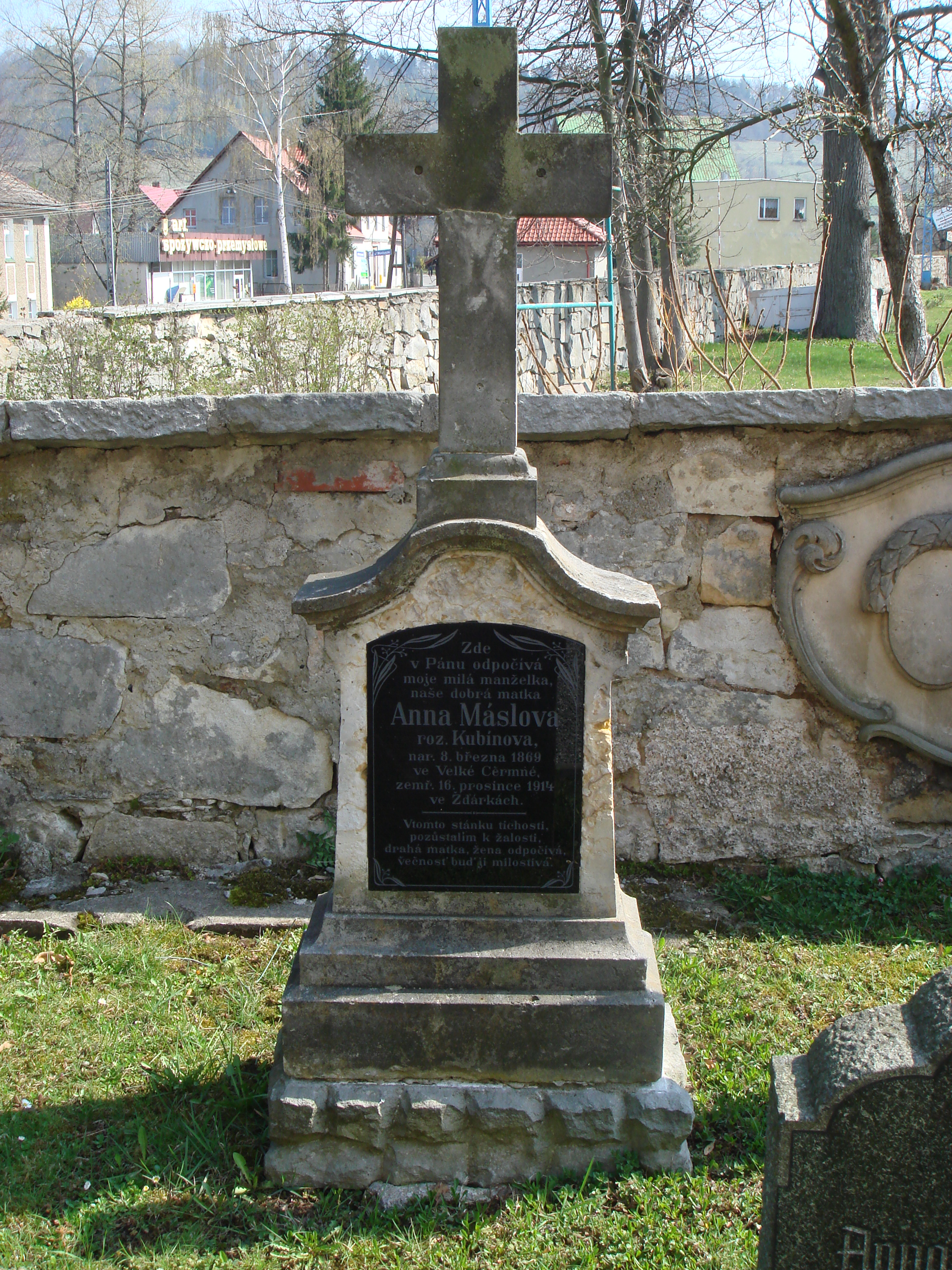
Чеська могила у частині Чермна міста Кудова-Здруй

Чеський куточок (чеськ. Český koutek, нім. Böhmischer Winkel, пол. Czeski kątek) — область на заході Клодзкого повіту в Польщі, біля міста Кудова-Здруй, поблизу чесько-польського кордону. У цій області знаходиться одинадцять колишніх сіл, у яких з XI століття до середини XX століття мешкали чехи.
Територія нинішнього польського Клодзкого повіту була частиною Чехії до 1742, коли вся область відійшла до Пруссії. Після об'єднання Німеччини 1871 територія стала частиною Німеччини. Незважаючи на приплив німецьких поселенців та германізацію всієї області, у Чеському куточку залишилося жити чеське населення.
Після Першої світової війни Чехословаччина безрезультатно намагалася приєднати Чеський куточок до своєї території.
Після Другої світової війни вся територія нинішнього Клодзкого повіту стала частиною Польщі. Місцеве чеське населення було частиною депортовано з області польською владою поряд із місцевими німцями, частиною саме пішло через кордон до Чехословаччини. Менша частина місцевих чехів залишилася в області і асимілювалася з поляками, що новоприйшли.

## Галерея

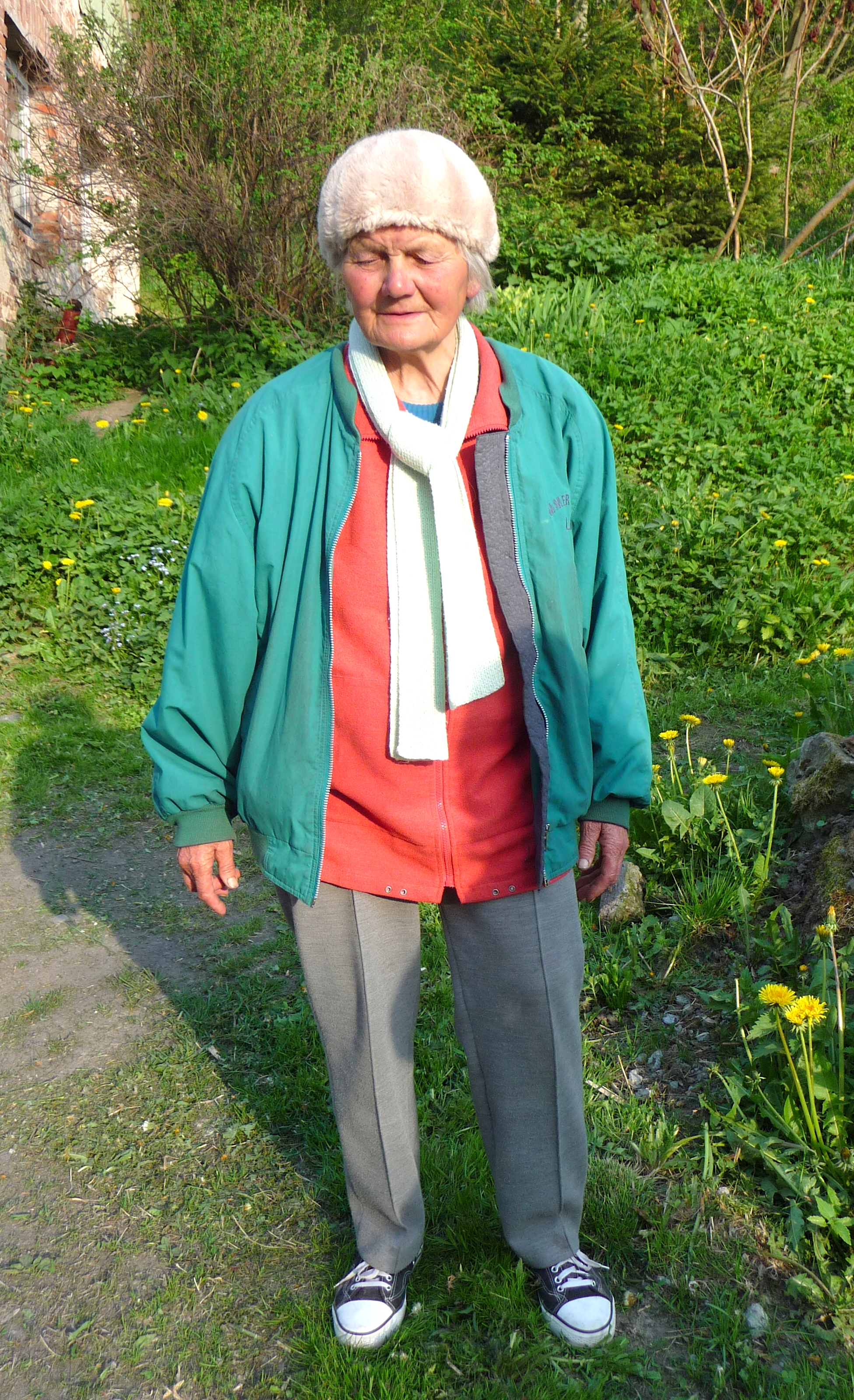
Маріє Гоушкова (Marie Houšková) — остання чешка, що живе в області Клодзко (чеш. Кладсько)
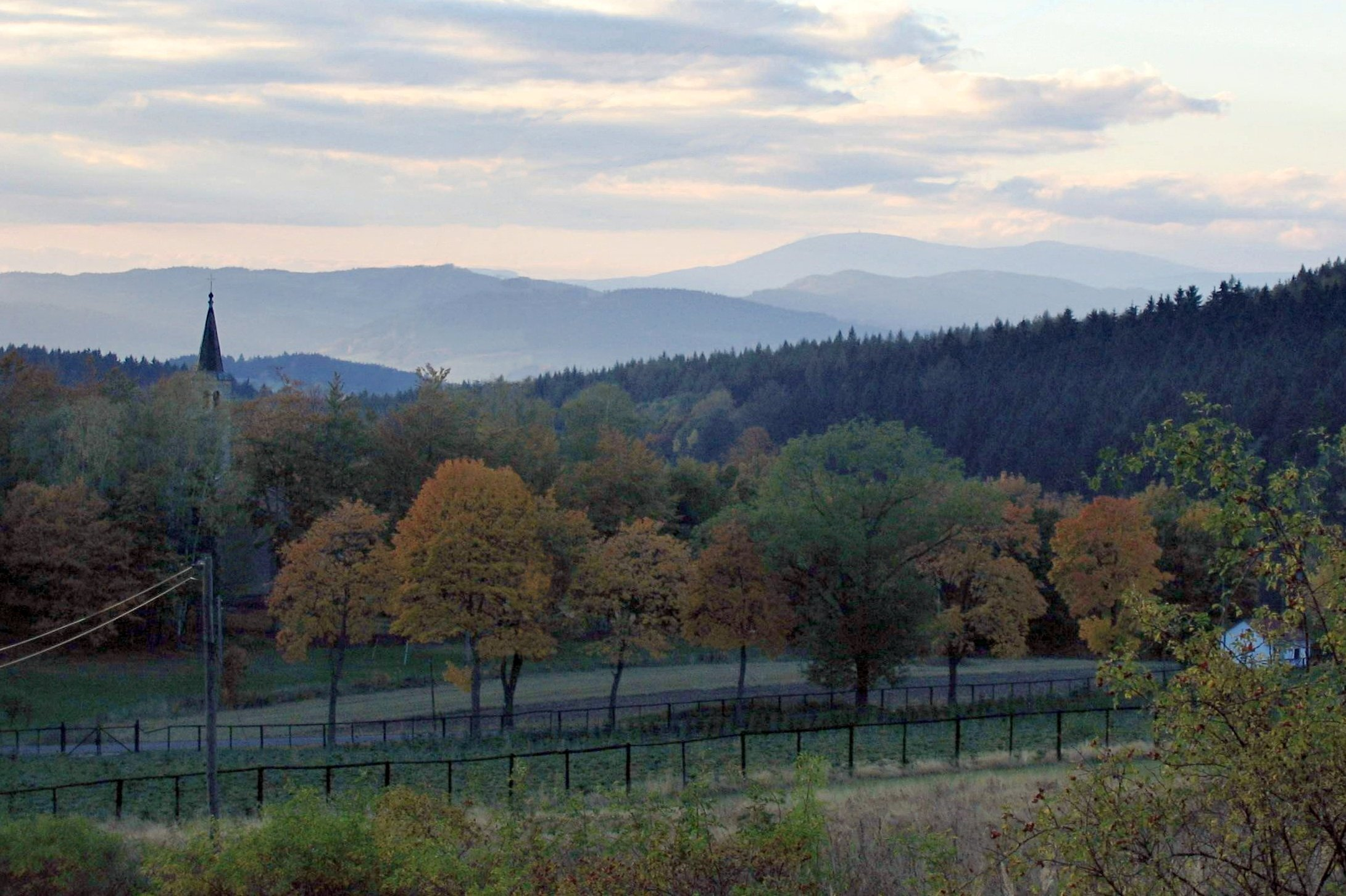
Село Пстранжна (чеш. Стружне) Чеському куточку
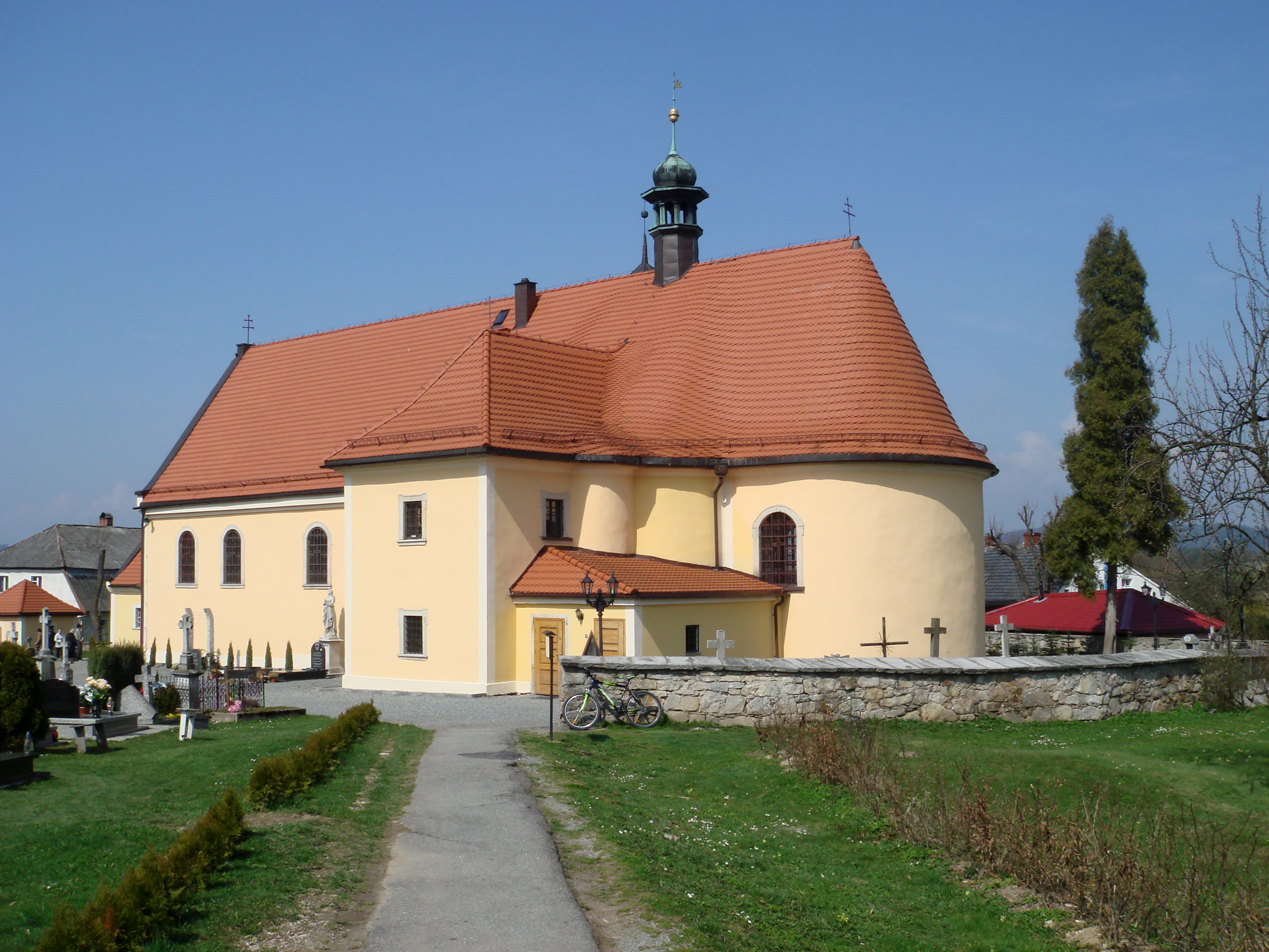
Храм у частині Чермна міста Кудова-Здруй (чеш. Худоба)